# Adi'el Amorai

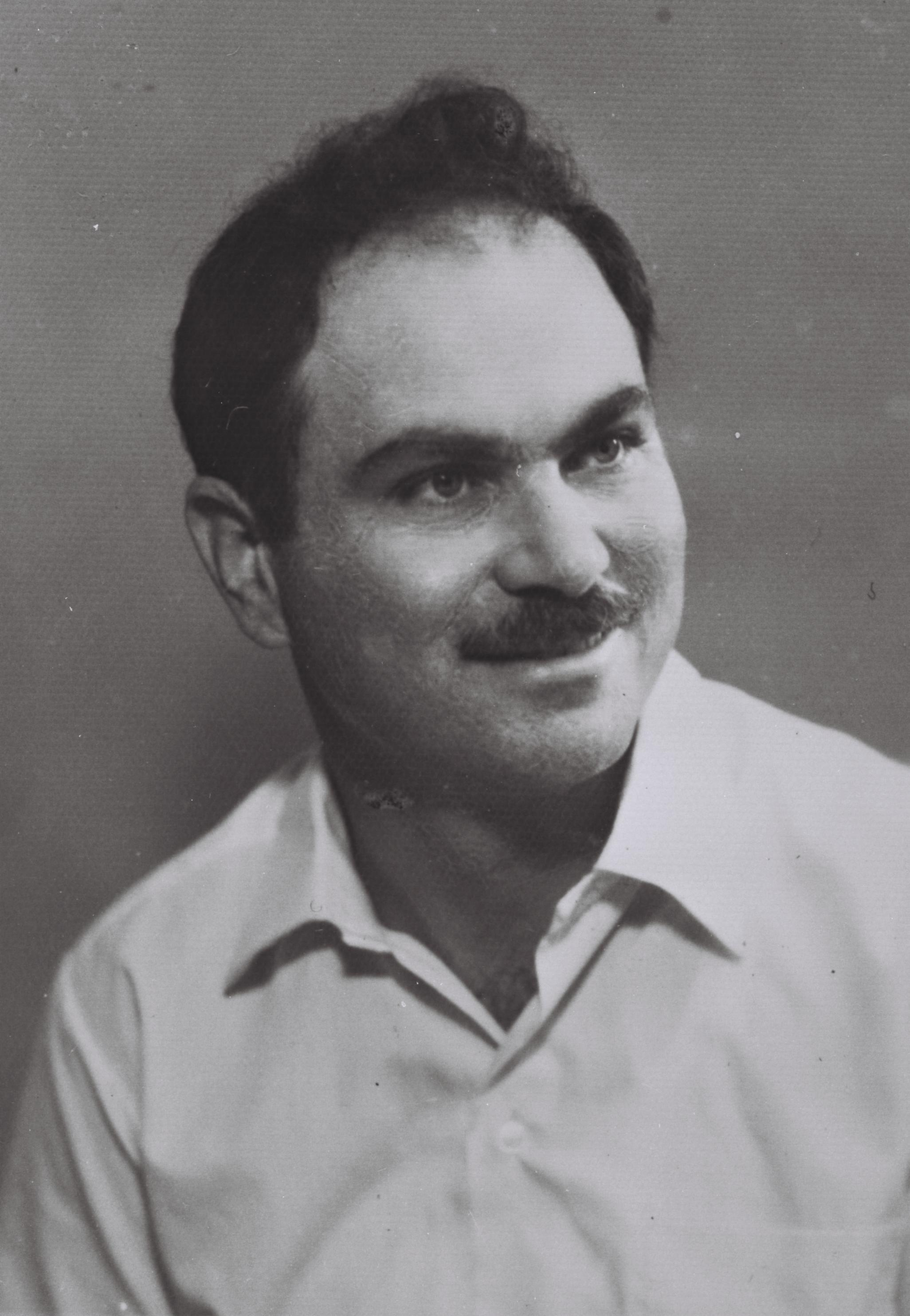
Adi'el Amorai, 1969

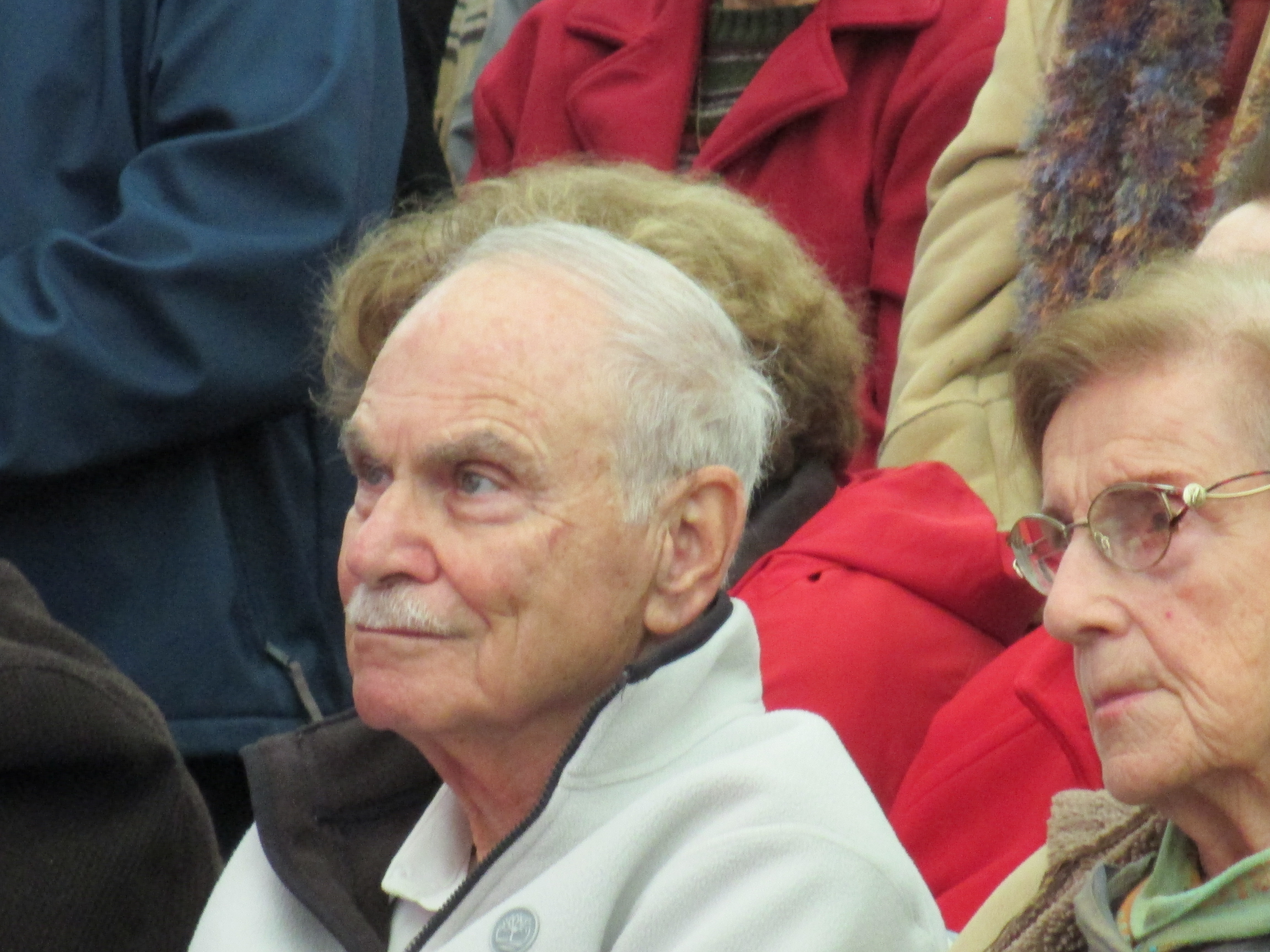
Adi'el Amorai, 2012.

Adi'el Amorai (hebräisch עדיאל אמוראי, * 17. Februar 1934 in Rechovot, Palästina) ist ein ehemaliger israelischer Politiker.

## Leben
Amorai besuchte das örtliche Gymnasium in Tel Aviv, danach studierte er Volkswirtschaft, internationales und öffentliches Recht an der hebräischen Universität Jerusalem. Er fungierte anschließend als Direktor des Innenministeriums und als dessen Pressesprecher.
1969 wurde er Knessetabgeordneter des HaMa’arach. Er wurde in seinem Mandat in den Jahren 1973, 1977, 1981 sowie 1984 bestätigt. Dann wurde er am 24. September 1984 zum stellvertretenden Finanzminister ernannt und übte dieses Amt bis zum 22. Dezember 1988 aus.